# Landon Gimenez
Landon Gimenez, (nascido em 5 de Novembro de 2003) é um ator estadunidense. Atuou no papel de Jacob Langston na série Resurrection, até o cancelamento em maio de 2015.

## Carreira
O ator mirim começou sua carreira em 2013, no curta-metragem Housekeeping. Atualmente faz o papel de Jacob em Resurrection, onde atua ao lado de Frances Fisher, Omar Epps, Kurtwood Smith, entre outros. 